# Harry Potter e a Pedra Filosofal (filme)
Harry Potter and the Philosopher's Stone (bra/prt: Harry Potter e a Pedra Filosofal) é um filme britano-americano de 2001, dos gêneros aventura e fantasia, dirigido por Chris Columbus, com roteiro de Steven Kloves baseado no livro homônimo de J. K. Rowling. 
Este primeiro longa-metragem da série cinematográfica de Harry Potter conta o primeiro ano de Harry Potter na Escola de Magia e Bruxaria de Hogwarts, quando descobre que é um bruxo.
O argumentista Steve Kloves logo concluiu que teria um trabalho árduo pela frente — inicialmente ele ficou nervoso ao conhecer J.K.Rowling, uma vez que receava que a sua adaptação fosse considerada ruim pela escritora. O elenco é integrado por Daniel Radcliffe, Rupert Grint, Emma Watson, Richard Harris, Maggie Smith, Robbie Coltrane, Alan Rickman e Ian Hart. Os efeitos especiais ficaram a cargo da Sony Pictures Imageworks e da Industrial Light & Magic, além de mais de 600 takes de imagens gerados por computador para as quais foram contratadas várias empresas especializadas.
A concepção de Harry Potter e a Pedra Filosofal começou em 1997, quando o produtor britânico David Heyman buscava em Hollywood um livro infantil para servir de inspiração para um filme. Em seguida, sua empresa, Heyday Films, sugeriu A Pedra Filosofal, projeto que Heyman submeteu a Warner Bros. Assim, em 1999, Rowling vendeu os direitos de filmagem dos primeiros quatro livros da série, por pouco menos de US$ 2 milhões. Como característica adicional, a autora alegou que o elenco principal teria de ser todo britânico, permitindo algumas exceções como o ator irlandês Richard Harris (intérprete de Alvo Dumbledore), a fim de manter uma ligação cultural entre o livro e sua adaptação. Nos estágios iniciais da fase de produção, foi proposto ao diretor Steven Spielberg a direção do filme, mas acabaria por recusar a oferta. Finalmente, a produção começou em 2000, sob a direção de Chris Columbus. A maioria das filmagens foi realizada nos estúdios Leavesden.
Depois da estreia, Harry Potter e a Pedra Filosofal recebeu críticas, da imprensa especializada, na sua maioria positivas. Arrecadou cerca de US$ 975 milhões de bilheteira em todo o mundo e recebeu três nomeações para os Óscares: Melhor Direção de Arte, Melhor Figurino e referências a John Williams dentro da categoria Melhor Trilha Sonora Original. Antes do sucesso comercial e junto da crítica, os produtores já tinham intenções de adaptar a série literária de Harry Potter composta finalmente de 7 livros — a adaptação do último livro consistia em duas partes, estreando em 2010 e 2011.

## Enredo
Harry Potter é um garoto órfão de dez anos que mora com seus desagradáveis tios, os Dursley, em Surrey. Na véspera de seu aniversário de onze anos, coisas incomuns começam a acontecer, como ir no zoológico com seu mimado primo Duda e descobrir que consegue falar com uma cobra e ainda fazer o vidro de proteção da serpente desaparecer sem explicação. Perto do seu 11º aniversário, cartas da Escola de Magia e Bruxaria de Hogwarts são enviadas para ele, que seus tios tentam a todo custo destruir. No dia de seu aniversário, Harry e seus tios são surpreendidos por um meio-gigante chamado Rúbeo Hagrid, que lhe conta que Harry é um bruxo assim como seus pais também eram. Os tios de Harry tentaram esconder isso desde que o aceitaram quando ele ainda era um bebê. Após uma discussão, Hagrid finalmente entrega a carta, que diz que Harry foi convidado a ingressar à Hogwarts. Enquanto compra seu material escolar junto com Hagrid em uma rua de bruxos escondida, o Beco Diagonal, Harry descobre que apesar de não saber nada sobre o mundo mágico, ele é famoso e conhecido por todos, e a razão disso é porque o maior Bruxo das Trevas, Lord Voldemort, foi quem assassinou Lilian e Tiago Potter e na tentativa de matar Harry, algo aconteceu e o feitiço de Voldemort ricocheteou contra ele fazendo-o perder seus poderes e desaparecer, deixando apenas uma cicatriz em forma de raio na testa de Harry. Após terminar de comprar seu material, Harry embarca no Expresso de Hogwarts através da Plataforma 9 ¾ na estação de King's Cross.
No trem, Harry conhece Rony Weasley, um garoto ruivo e de origens humildes, e Hermione Granger, uma menina extremamente estudiosa de origem Trouxa (não-mágica). Ao chegar à escola, que funciona em um gigantesco castelo, os alunos do primeiro ano são selecionados para uma de quatro casas: Grifinória, Lufa-Lufa, Corvinal e Sonserina, sendo a última associada a bruxos das trevas. No momento da seleção, Harry pede ao Chapéu Seletor que não o coloque em Sonserina. Ele então é escolhido para Grifinória, juntamente com Rony e Hermione.
Harry começa a aprender magia e descobre mais sobre o seu passado e seus pais. Ele entra acidentalmente na equipe de Quadribol de Grifinória (um esporte do mundo mágico onde os bruxos voam em vassouras) como apanhador e lá ele conhece o Capitão do time da Grifinória, Olívio Wood, ao defender Neville Longbottom de Draco Malfoy, um aluno do primeiro ano de Sonserina que tem uma implicância particular pelos alunos de Grifinória, especialmente Harry. Uma noite, Harry, Rony e Hermione encontram um cachorro gigante de três cabeças preso em uma sala do terceiro andar da escola - depois que o trio consegue incapacitar um trasgo que escapou e Harry quase ser derrubado de sua vassoura durante uma das partidas de Quadribol - o trio supõe que alguém está tentando passar pelo cão ao notarem que há um alçapão embaixo dele. Em outra parte da escola, Harry descobre um objeto mágico chamado Espelho de Ojesed, que mostra o desejo mais íntimo da pessoa. O diretor Dumbledore remove o espelho do local e aconselha Harry a não procurá-lo. Usando a informação que Hagrid deixou escapar, Hermione descobre que o cachorro está guardando a Pedra Filosofal, um item que pode conceder a imortalidade a seu proprietário. Harry conclui que seu professor de poções, Severo Snape, quer a pedra.
Harry é pego fora do quarto durante a noite usando uma Capa da Invisibilidade (deixada por seu pai) e é enviado para a detenção. Ao ajudar Hagrid na Floresta Proibida, Harry vê uma figura encapuzada bebendo o sangue de um unicórnio, pelas suas propriedades curativas. A figura encapuzada então tenta atacar Harry, mas é afugentada pelo centauro Firenze, um amigo próximo de Hagrid. Harry conclui que a figura encapuzada é Voldemort e que Snape está tentando obter a pedra para Voldemort retornar com força total. Depois de ouvirem de Hagrid que o cão de três cabeças é acalmado quando se toca música e que ele revelou isso para um homem em um bar local, Harry, Rony e Hermione concluem que Snape era o homem no bar e tentam avisar Dumbledore. Ao saber que ele está em uma viagem de negócios, o trio imagina que Snape tentará roubar a pedra naquela noite, então resolvem descer no alçapão antes de Snape.
Eles enfrentam uma série de obstáculos: uma planta mortal capaz de estrangular pessoas até a morte, centenas de chaves voadoras onde só uma abrirá uma a porta e um violento jogo de xadrez em tamanho real. Entretanto, Rony é nocauteado durante a partida e Hermione decide permanecer com ele, enquanto Harry segue em frente.
Na última sala, Harry descobre que não era Snape que buscava a pedra, mas o professor de Defesa Contra as Artes das Trevas, Quirino Quirrell. Este revela que deixou o trasgo entrar para distrair todo mundo e tentar pegar a pedra, e que tentou matar Harry durante o Quadribol. Também revela que Snape tentava proteger Harry e tentou impedir Quirrell durante todo o ano. Em seguida, o professor obriga Harry a olhar no Espelho de Ojesed. Devido a um encantamento colocado por Dumbledore, Harry encontra a pedra no bolso. Depois de tentar obter de Harry a resposta sobre a visão no espelho, Quirrell tira o turbante e revela Voldemort vivendo na parte de trás de sua cabeça, como um parasita. Harry tenta fugir, mas Quirrell incendia a sala para evitar sua fuga. Voldemort tenta convencer Harry a entregar a pedra, comprometendo-se ressuscitar seus pais, mas Harry se recusa. Quirrell, então, tenta matá-lo, mas o toque de Harry o impede de machucá-lo e faz com que ele se transforme em pó e morra. Quando Harry se levanta, o espirito de Voldemort passa por ele, deixando-o inconsciente antes de fugir. Harry acorda na enfermaria da escola onde Dumbledore explica que a pedra foi destruída e que Hermione e Rony estão seguros. Quirrell foi queimado ao toque de Harry, porque quando a mãe de Harry morreu para salvá-lo, sua morte deu a ele uma proteção baseada em amor contra Voldemort.
No final do ano letivo, Harry percebe que, enquanto os outros estudantes estão indo para casa, Hogwarts virou seu lar.

## Elenco

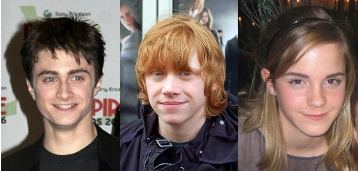
Daniel Radcliffe, Rupert Grint e Emma Watson.

Rowling insistiu que o elenco devia ser britânico. Então a diretora de elenco de Harry Potter e a Pedra Filosofal, Susie Figgis precisou realizar consultas constantes a Rowling e Columbus, para eleger intérpretes do trio Harry, Rony e Hermione. Assim começou a fase de seleção principal, sendo considerados somente meninos britânicos. As Audições se dividiram em três partes: primeiro, eles tinham que ler uma página do livro. O próximo passo consistia de improvisar uma cena de estudantes em Hogwarts. Por fim, os finalistas tiveram que ler várias páginas do roteiro de frente a Columbus. Curiosamente, alguns segmentos do roteiro de Young Sherlock Holmes (1985), do diretor Barry Levinson, foram incorporados no casting.
Em 11 de julho de 2000, Figgis deixou a produção, queixando-se de que várias crianças que tiveram ótimos resultados nos testes mas não teriam chance de serem selecionadas. Em 8 de agosto do mesmo ano, Daniel Radcliffe, Emma Watson e Rupert Grint foram escolhidos dentre milhares de crianças.
- Daniel Radcliffe, como Harry Potter: um menino comum com uma cicatriz de raio na testa, que tem a capacidade de fazer com que coisas estranhas aconteçam ao seu redor. Após a morte de seus pais, ele foi levado por seus tios, até que em seu aniversário de onze anos descobre que ele é um bruxo e é convidado à Escola de Magia e Bruxaria de Hogwarts. Columbus havia se interessado no ator desde que viu sua participação no filme David Copperfield (1999), produzido pela BBC. No entanto, Figgis mencionou que os pais de Radcliffe não permitiriam que seu filho interpretasse Harry Potter, porque em sua opinião eles eram "um pouco superprotetores" com ele.[16] Columbus, em seguida, explicaria a sua persistência em oferecer o papel a Daniel era o que realmente fez Figgis se resignar a experimentá-lo.[1] Então, ele apresentou sua audição só depois que David Heyman e Steve Kloves se reuniram com ele e seus pais durante a produção de Stones in his Pockets, em Londres.[17] Ambos conseguiram convencer os pais do ator com a promessa de evitar que a imprensa invadisse a vida pessoal de seu filho.[1] Finalmente, Rowling aprovou a escolha de Daniel e comentou: "depois de ver [sua] apresentação, eu não acho que Chris Columbus poderia encontrar um melhor Harry".[18] Após o encerramento da produção, Daniel recebeu 1 milhão de libras esterlinas por seu desempenho, embora tenha dito que "isso não era o mais importante".[19] Além disso, William Moseley fez um teste para o mesmo papel, anos mais tarde seria escalado como Pedro Pevensie em The Chronicles of Narnia: The Lion, the Witch and the Wardrobe.[20] Quanto à dublagem, Caio César foi quem prestou sua voz na versão brasileira.[21]
- Rupert Grint, como Ronald "Rony" Weasley: o menor de sete irmãos em uma família com carências econômicas, que desenvolve uma profunda amizade com Harry. Aos 13 anos, Rupert era o mais velho ator mirim no trio completado por Daniel e Emma. Concluiu que era perfeito para o papel "devido a seu cabelo ruivo", também considerado um seguidor fiel da série literária.[19] Depois de ver o anúncio de audições para Harry Potter em Newsround, enviou um vídeo onde cantava um rap sobre o quanto ele queria interpretar Rony. O clipe foi escolhido pelos responsáveis pela audição, que chamaram Rupert para conhecê-lo em pessoa.[19] O dublador em português foi Charles Emmanuel[22] no Brasil.
- Emma Watson, como Hermione Granger: uma menina extremadamente inteligente, filha de trouxas que, apesar de seus conflitos de personalidade no início, com Harry e Rony, torna-se a melhor amiga de ambos (a amizade começa logo depois que resgatou um desorientado trasgo que estava vagando em Hogwarts). Impressionado com suas atuações em peças da escola, o professor de Emma a recomendou aos representantes responsáveis pelas audições de Harry Potter.[23] Emma realizou sua audição com seriedade, embora "ninguém pensou que iria conseguir o papel."[19] Os produtores ficaram tão fascinados por sua confiança pessoal, que deixaram de lado as candidatas anteriores.[24] Da mesma forma, Rowling se convenceu de seu desempenho desde a primeira sessão que Emma fez.[23] No que se refere à dublagem, Luisa Palomanes[22] e Sandra de Castro[22] foram contratadas para as versões de Brasil e Portugal, respetivamente.
- Richard Harris, como Alvo Dumbledore: o diretor de Hogwarts é um dos feiticeiros mais famosos e poderosos que já existiram na história. É quem decide que Harry com os tios maternos depois da morte dos pais. Num primeiro momento, Richard Harris recusou o convite para interpretar Dumbledore, mas decidiu aceitar depois da sua neta ter ameaçado nunca mais falar com ele caso não integrasse o elenco.[25] Lauro Fabiano[26] e Alfredo Brito[27] foram os responsáveis por dar voz à personagem no Brasil e Portugal, respetivamente.
- Robbie Coltrane, como Rúbeo Hagrid: é o guarda de caça de Hogwarts e guardião de suas chaves e terras. Foi quem ajudou Harry a fugir de seus tios do esconderijo a bordo de uma motocicleta voadora e revela que o menino é um bruxo. Ele tem uma predileção especial por criaturas mitológicas, especialmente dragões. Coltrane foi a primeira escolha de Rowling,[28] sendo também um fanático da série de livros homônima. Para interpretar Hagrid, reuniu com a autora para conversar sobre as origens e o futuro do personagem.[1] No Brasil e em Portugal, José Santa Cruz[29] e António Marques[30] foram responsáveis pela versão em português.
- Alan Rickman como Severo Snape: é o Mestre de Poções e chefe da casa Sonserina em Hogwarts. Ele odeia Harry por causa de um relacionamento rancoroso que sempre teve com o pai dele. Embora no passado foi um Comensal da Morte, Dumbledore lhe tem muita confiança. O ator Tim Roth mostrou interesse neste personagem em razão dos seus filhos serem fãs de Harry Potter, apesar de seu horário de trabalho não lhe permitir assumir esse papel, terminando por fazer o filme Planet of the Apes.[31] A dublagem em português foi realizada por Allan Lima[32] no Brasil e João Craveiro em Portugal.
- Maggie Smith como Minerva McGonagall: é a vice-diretora, chefe de equipa dos Grifinoria e professora de Transfiguração em Hogwarts. Minerva acompanhou Dumbledore quando este deixou Harry Potter em casa dos tios, depois da morte trágica de Tiago e Lilian Potter. McGonagall é uma animagus, ou seja, tem a capacidade de se transformar num animal, no seu caso, uma gata. Maggie Smith foi uma escolha pessoal de J.K.Rowling para desempenhar a personagem.[28] As dublagens ficaram a cargo de Lina Rossana [33] no Brasil e Teresa Faria, em Portugal.
- Tom Felton como Draco Malfoy: bruxo herdeiro de uma família rica. Depois de Harry rejeitar sua amizade, Draco desenvolve um ódio total para Harry e seus amigos. Junto com Daniel, Tom Felton foi uma das poucas crianças que tiveram aparições anteriores em obras teatrais ou cinematográficas.[19] No Brasil, João Capelli[34] e em Portugal, Gustavo Gaspar, foram seus dubladores.
- Ian Hart como o professor Quirino Quirrell: é o nervoso professor de Defesa Contra as Artes das Trevas em Hogwarts. Sempre usa um turbante, porque em seu pescoço está escondido um enfraquecido Lord Voldemort, como um parasita. Para permitir que Voldemort fosse mantido vivo, Quirrell mata unicórnios na Floresta Proibida para beber seu sangue. David Thewlis fez audições para o papel, mas não seria contratado até o terceiro filme de Harry Potter.[35] Marco Antônio Costa[32] fez a dublagem no Brasil.
- Richard Griffiths como Válter Dursley: maltrata seu sobrinho Harry, uma vez que não quer que ele descubra a sua verdadeira identidade mágica. Para fazer isso, Válter queima todas as cartas enviadas de Hogwarts para sua casa. Júlio Chaves[32] fez a dublagem no Brasil, e Carlos Freixo em Portugal.
- Fiona Shaw como Petúnia Dursley: A tia de Harry que maltrata seu sobrinho, como seu marido Válter. A dublagem no Brasil foi realizada por Geisa Vidal, e por Isabel Ribas em Portugal.[32]
- Harry Melling como Duda Dursley: o primo obeso e volumoso de Harry. A dublagem brasileira foi de Erick Bougleux.[32]
- Martin Miranda como Alex: membro da "quadrilha" de Dudley. Solo aparece uma só vez no filme.
- John Hurt como Garrick Olivaras: próprio da loja especializada na criação de varinhas "de maior qualidade no mundo mágico". Olivaras tem a capacidade de encontrar a solução ideal para cada cliente que entra em sua loja, também lembrando cada uma de suas varinhas vendidas ao longo de sua vida. É quem revela a Harry a relação entre Lord Voldemort e sua cicatriz em forma de raio. Paulo B. é quem empresta a voz a esta personagem, em Portugal.
- Matthew Lewis como Neville Longbottom: um estudante tímido que faz amizade com Harry, Rony e Hermione. É o alvo freqüente de piadas de Malfoy e sua gangue, além das três lunáticas. Foi dublado no Brasil por Thiago Farias.
- Warwick Davis como Filio Flitwick: é professor de feitiços de Hogwarts, sendo também o chefe da casa Corvinal. Pietro Mário e Carlos Freixo foram seus dubladores no Brasil e em Portugal, respetivamente.
- John Cleese como Nick-Quase-Sem-Cabeça: fantasma da casa Grifinória cuja cabeça quase foi arrancada por causa de uma execução que falhou. A dublagem foi feita por Alfredo Martins no Brasil[32] e Carlos Paulo em Portugal.
- Julie Walters como Molly Weasley: é a mãe de Rony, que ensina a Harry a maneira de ingressar na Plataforma Nove e Três Quartos. Antes de que Walters fosse escolhida, a atriz estadunidense Rosie O'Donnell esteve em conversas com Columbus para interpretar este papel.[36] No Brasil em Portugal, foi dublada por Marise Motta[32] e Leonor Alcácer.
- Richard Bremmer como Lord Voldemort: o bruxo mais temido do mundo mágico. Ele foi derrotado e quase aniquilado por acidentalmente receber seu próprio ataque mortal que tentou atirar em Harry. Reduzido a forma de um parasita, Voldemort quer encontrar a pedra filosofal para recuperar sua forma humana e seus poderes, além de obter a imortalidade. Note-se que Bremmer só desempenha Voldemort na cena de flashback, onde o tempo pode ser visto em seu ataque contra Harry foi repelido. Nas cenas finais, a voz e o rosto dele é fornecida por Ian Hart e dublado no Brasil e em Portugal respetivamente por Domício Costa[32] e Carlos Paulo.

Além disso, Rik Mayall fez o teste para o papel de Pirraça, no entanto a sua participação no filme foi removida durante o processo de edição.

## Produção

### Desenvolvimento
Em 1997, o produtor David Heyman estava em Hollywood à procura de um livro infantil que pudesse ser adaptado para uma versão cinematográfica de sucesso. Anteriormente, ele havia planejado produzir The Ogre Downstairs (1974) de Diana Wynne Jones, mas o projeto caiu para últimas etapas. Sua equipe da Heyday Films então lhe sugeriu Harry Potter e a Pedra Filosofal - ideia que Heyman descreveu como "ótima". Um ano depois de apresentado o novo projeto aos estúdios Warner Bros., J. K. Rowling lhe vendeu os direitos dos primeiros quatro livros de Harry Potter a empresa pela quantidade de quantia de 1 milhão de libras esterlinas (1 982 900 US$). Como restrição, Rowling afirmou que o elenco principal fosse estritamente britânico, permitindo que apenas algumas exceções, como o ator Richard Harris para o papel de Dumbledore. Outras advertências semelhantes se repetiram em Harry Potter e o Cálice de Fogo, onde foram contratados atores franceses e outros da Europa Oriental, embora, neste caso, as inclusões são especificadas no livro homônimo. Na primeira, ela hesitou em vender os direitos de sua série, porque "eu não queria dar-lhes o controle sobre o resto da história", uma vez que também vendeu os direitos sobre os personagens, algo que teria permitido a Warner Bros. a possibilidade de sequências independentes no final da série de livros.

"Harry Potter é uma daquelas realizações literárias intemporais que vem uma vez na vida. Considerando o seguimento apaixonado que geraram seus livros em todo o mundo, foi importante para nós encontrar um diretor que tinha uma certa afinidade com as crianças como por magia. Eu não consigo pensar em ninguém melhor para isso do que Chris [Columbus]."

—O produtor Lorenzo di Bonaventura
Originalmente, Steven Spielberg foi considerado para dirigir A Pedra Filosofal, no entanto recusou. Uma das principais sugestões de Spielberg era adaptar o livro na forma de um filme de animação com a voz de Haley Joel Osment como Harry Potter. Também pensou que seria possível incorporar elementos dos livros nesta adaptação. Outra questão que o levou a rejeitar a oferta foi de que "havia muita expectativa sobre o lucro, o interesse econômico que pode ser facilmente comparado com atirar patos em um barril. Este é um obstáculo, semelhante a ter um bilhão de dólares e colocá-los em sua conta bancária pessoal. Não há alternativa a isso". Em seu site oficial, Rowling mencionou que ela não estava envolvida na eleição de diretores para cada filme, dizendo textualmente, "Quem pensa que eu tenha [ou havia] vetado [referindo-se a Spielberg] necessita reparar sua Pena de Repetição Rápida". Heyman disse que Spielberg decidiu dirigir qualquer projeto entre uma lista composta por A.I. - Inteligência Artificial, Minority Report, Memórias de uma Gueixa e Harry Potter, "que foi o primeiro", conclui Heyman. Assim, decidiu-se pela primeira.
Pouco tempo depois, os produtores começaram a entrar em contato com outros cineastas. Entre eles estavam Chris Columbus, Terry Gilliam, Jonathan Demme, Mike Newell, Alan Parker, Wolfgang Petersen, Rob Reiner, Ivan Reitman, Tim Robbins, Brad Silberling, M. Night Shyamalan e Peter Weir. Do exposto, Petersen e Reiner foram descartados em março de 2000, assim a decisão final foi entre Silberling, Columbus, Parker e Gilliam. A primeira escolha de Rowling foi Terry Gilliam, mas Warner Bros. decidiu que Columbus era o mais experiente com base em seus trabalhos anteriores como Home Alone e Mrs. Doubtfire. Em um período de duas horas, Columbus visualizou o aspecto artístico do filme, afirmando que ele queria que as cenas com os trouxas fosse "amargas e chatas", em contraste com os segmentos do mundo bruxo, que ele via como "colorido, enérgico e detalhistas". Inspirado pelo filme Grandes Esperanças (1946), assim como em Oliver Twist (1948) —ambas do diretor britânico David Lean— e The Godfather (1972) de Francis Ford Coppola, Columbus esperava imitar "esse tipo de escuridão e de transição cênica, juntamente com a qualidade fílmica inerente" para o novo projeto. Outro filme referenciado pelo diretor como parte de inspiração para A Pedra Filosofal foi Oliver! de Carol Reed.

### Roteiro
Steve Kloves foi contratado para escrever o roteiro adaptado. Porém mais tarde, descreveria o seu trabalho como difícil, argumentando que essa adaptação "não permitiu desenvolver uma estrutura adequada, em comparação com os próximos dois livros". Depois de receber uma seleção de livros pertencentes a sinopses que poderiam ser adaptados para o cinema (mesmos aqueles que ele nunca tenha lido) Kloves conheceu Harry Potter, o qual decidiu comprar. Conforme foi lendo, foi gradualmente se tornando um fã da série. Quando entrou em contato com a Warner Bros., coincidiu com Rowling em que no filme tinha que ter uma essência britânica, traduzida em atores dessa nacionalidade. Como anedota, Kloves admitiu que a primeira vez que se encontrou com Rowling, não queria que ela considerasse uma má adaptação que ele iria realizar. Além disso, Rowling disse a respeito que "estava mais do que pronta para detestar Steve Kloves", apesar de "a primeira vez que eu o conheci, me perguntou: 'Você sabe qual é o meu personagem favorito? Eu pensei que iria dizer 'Ron', mas para minha surpresa, disse: 'Hermione'".

### Filmagens
Antes da oferta de duas empresas britânicas, a Warner Bros. começou a etapa de filmagens nos estúdios Leavesden, mesma onde foi concluída em julho de 2001. As propostas consistiam em fornecer medidas de segurança dentro das locações, dispor dos estúdios Leavesden, bem como modificar as leis de trabalho infantil.
As cenas de abertura foram filmadas em 2 de outubro de 2000, na estação ferroviária Goathland, com base no condado North Yorkshire. Foram considerados como possíveis cenários para Hogwarts o castelo sueco de Inverailort e a Catedral de Cantuária, no entanto este último recusou a oferta porque sentiram que A Pedra Filosofal abordava temas pagãos. No final, o Castelo de Alnwick e a Catedral de Gloucester foram escolhidas, apesar de algumas das cenas escolares foram também gravadas em Harrow School. Outros segmentos foram filmados na Catedral de Durham (aqui foram gravadas durante duas semanas, as cenas correspondentes aos corredores e algumas salas de aula de Hogwarts), Oxford Divinity School (para as cenas da enfermaria de Hogwarts) e a biblioteca Duke Humfrey Library, mesma que representou a biblioteca do colégio.
Quanto à casa dos tios de Harry, a equipe se mudou para a rua Picket Post Close, em Bracknell, Berkshire, onde o trabalho durou dois dias. Deve ser acrescentado que os produtores tinham planejado usar um dia para filmar no local, mas tiveram que pagar mais dinheiro para os moradores da rua (para as sessões de gravação) do que tinham inicialmente previsto. Como consequência, todas as cenas restantes para a Rua dos Alfeneiros foram filmadas em um set construído nos estúdios Leavesden. Isto lhes significou também uma economia significativa de dinheiro.
Outros lugares que aparecem no filme são a Australia House, em Londres (para Banco Gringotes), a Igreja Christ Church de Oxford (para o salão de troféus de Hogwarts), o Zoológico de Londres (para o lugar onde Harry conversa com a serpente), e a Estação de King's Cross (para algumas tomadas específicas do livro). Devido à diferença nos títulos britânico (Harry Potter and the Philosopher's Stone) e estadunidense (Harry Potter and the Sorcerer's Stone), todas as cenas que mencionam a pedra filosofal foram gravadas em duas ocasiões: uma em que os atores diziam "pedra filosofal" (Philosopher's Stone) e outra em que diziam "pedra do feiticeiro" (Sorcerer's Stone). As crianças do elenco participaram das gravações durante 4 horas por dia no set, para um adicional de 3 usado para ir à escola. Curiosamente, eles desenvolveram um carinho pela maquiagem facial de feridas em seus rostos. Além disso, Daniel Radcliffe teve que usar lentes de contato verdes (como descrito no livro), porque ele tem olhos azuis.

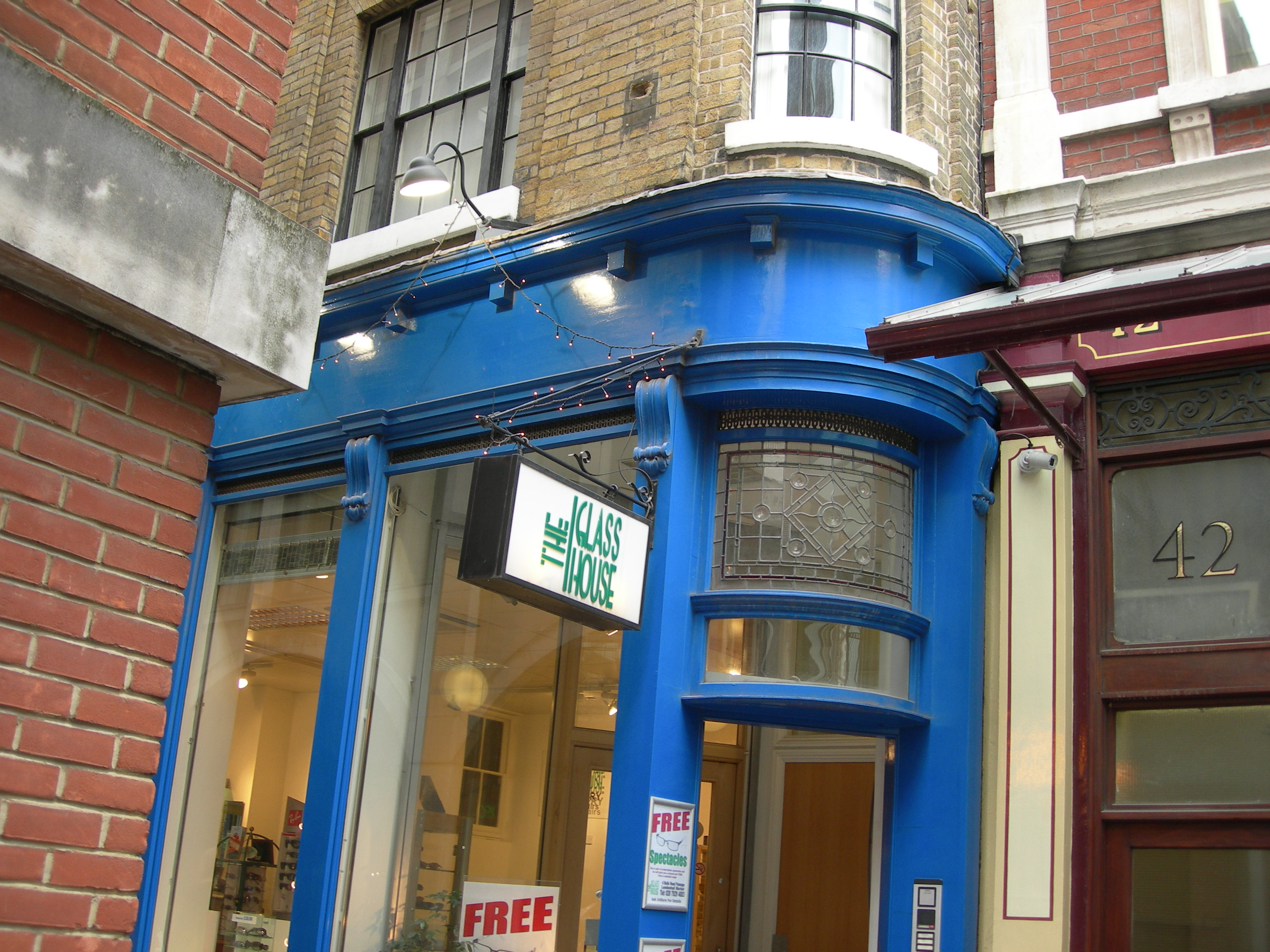
Edifício usado como um dos exteriores do Caldeirão Furado (Editora Rocco) / Caldeirão Escoante (Editorial Presença).
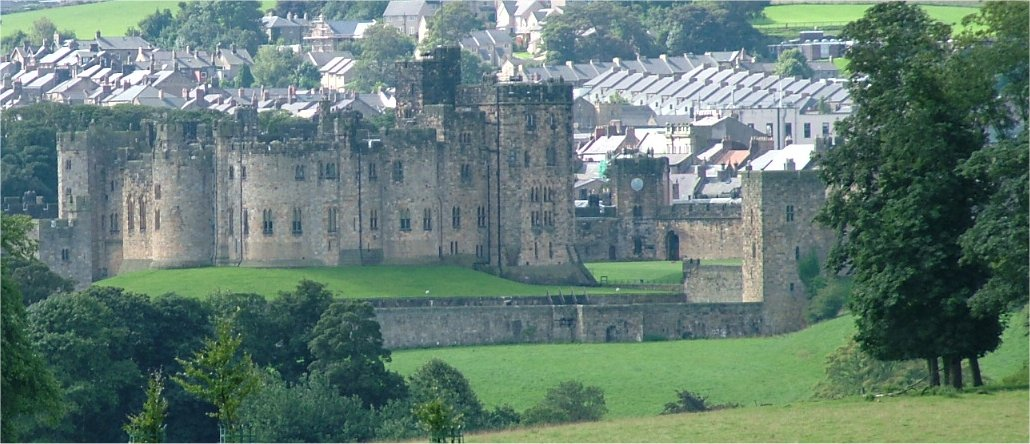
O Castelo de Alnwick foi uma das principais locações de Harry Potter e a Pedra Filosofal, específicamente para as cenas do Escola de Magia e Bruxaria de Hogwarts.
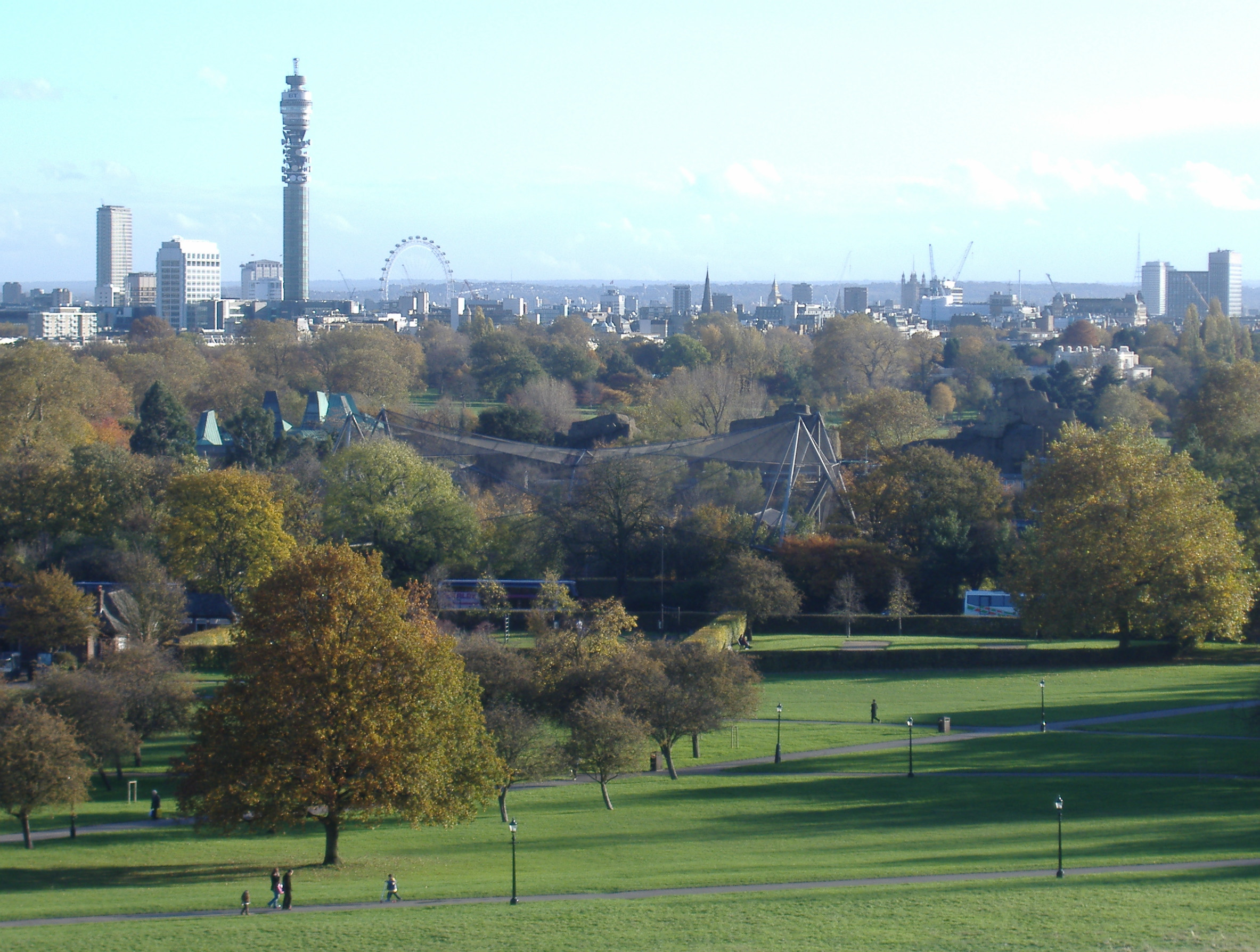
O Zoológico de Londres serviu para as cenas de Harry e os Dursley em seu passeio familiar pelo zoológico. Em este lugar foi instalada uma placa para comemorar o sucesso do filme.
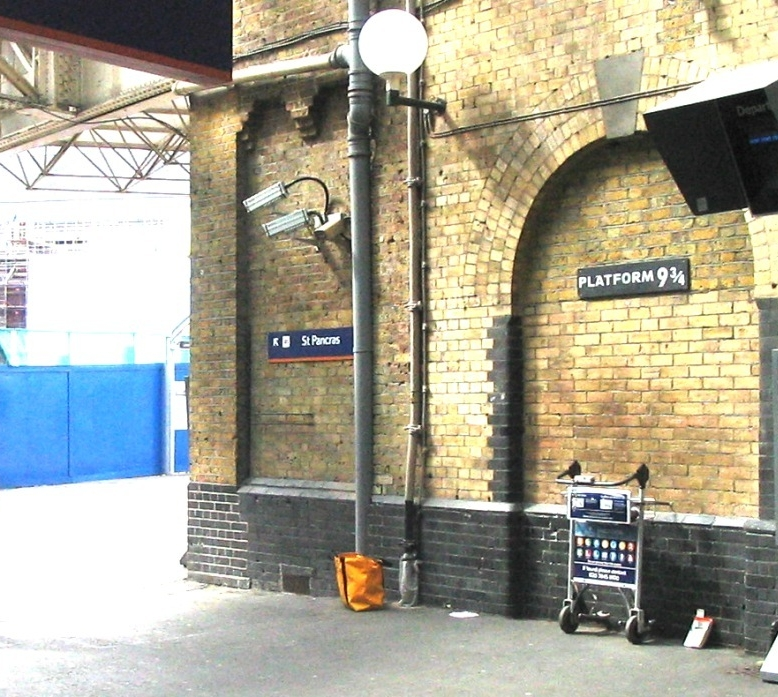
A Estação de King's Cross com o letreoro alusivo a Plataforma Nove e Três Quartos, única vía de acesso ao Expresso de Hogwarts.

### Concepção e efeitos especiais

Hermione executando o feitiço Lumos Solem com a varinha mágica, para salvar Ron. Este é um dos principais feitiços que aparecem na série Harry Potter.

Judianna Makovsky foi responsável pela criação de roupas em A Pedra Filosofal. No início, queria usar as mesmas togas que estão ilustrados na capa do livro homônimo para as cenas de Quadribol, mas, em seguida, seria descartadas por considera-las um "grande problema". Assim, se decidiu vestir os atores com "suéteres de bacharelato, calças de esgrima do século XIX e proteções para os braços". Por sua vez, o diretor de arte Stuart Craig construiu os conjuntos nos estúdios Leavesden, incluindo o Grande Salão de Hogwarts, baseando-se para isso em várias catedrais britânicas. Embora inicialmente pediu para usar uma antiga rua como um local para cenas no Beco Diagonal, Craig escolheu para construir um conjunto com toques arquitetônicos dos períodos Tudor e Georgiano, bem como o da época da rainha Ana
Da mesma forma, Columbus decidiu usar animatronics e gráficos animados por computador para criar as criaturas mágicas que apareceriam no filme, incluindo Fluffy (Fofo no Brasil). Nick Dudman, que havia participado em Star Wars: The Phantom Menace, recebeu a tarefa de produzir as próteses que foram necessárias para essas criaturas, enquanto a companhia de Jim Henson, Creature Shop, foi responsável pelos efeitos que lhes estão associados. Um dos designers, John Coppinger, mencionou que seres imaginários teriam que ser projetado várias vezes, antes que eles pudessem rolar as cenas correspondentes. Com cerca de 600 gravações de efeitos especiais, A Pedra Filosofal exigia a participação de muitas empresas, que são ocupadas cada uma dos diferentes objetivos. Entre as mais notáveis se encontram Industrial Light & Magic (criou o rosto de Lord Voldemort na nuca de Professor Quirrell), Rhythm & Hues Studios (animou Norbert, o dragão de Hagrid) e Sony Pictures Imageworks (desenvolveu as cenas de quadribol).

### Música
"O compositor [John Williams] acompanha as aventuras do protagonista com uma música, talvez, demasiado onipresente no filme, que destaca o seu tema principal, que se repete em diferentes épocas. Trilha sinfônica que enfatiza a ação e melodicamente sublinha o mágico e misterioso, com um visual clássico que lembra daquelas grandes obras de clássico de Hollywood."

—MundoBSO
John Williams foi contratado para compor a trilha sonora de Harry Potter. A composição de cada uma das canções executadas em suas casas em Los Angeles, Califórnia e Tanglewood, para finalmente gravar o repertório nos estúdios Air Lyndhurst e Abbey Road em Londres, durante o mês de Agosto de 2001. Durante seu trabalho, Williams criou vários leitmotifs, destacando as partes de Voldemort e Hogwarts, e "Hedwig's Theme", seria incorporada no material final só depois de "terminar agradando a todos". Em 14 de dezembro de 2001, a associação canadense CRIA certificou a trilha sonora com um disco de ouro pela venda de mais de 50.000 cópias durante esse período. As contribuições de Williams para a franquia continuaram com os filmes Harry Potter and the Chamber of Secrets e Harry Potter e o Prisioneiro de Azkaban. A seguir, o nome de cada uma das músicas introduzidas ao material de Harry Potter e a Pedra Filosofal, junto a sua respectiva duração.
| N.º | Título                                                         | Duração |  |
| 1.  | "Prologue"                                                     | 2:13    |  |
| 2.  | "Harry's Wondrous World"                                       | 5:21    |  |
| 3.  | "The Arrival of Baby Harry"                                    | 4:25    |  |
| 4.  | "Visit to the Zoo and Letters from Hogwarts"                   | 3:23    |  |
| 5.  | "Diagon Alley and The Gringotts Vault"                         | 4:06    |  |
| 6.  | "Platform Nine-And-Three-Quarters and the Journey to Hogwarts" | 3:14    |  |
| 7.  | "Entry into the Great Hall and The Banquet"                    | 3:42    |  |
| 8.  | "Mr. Longbottom Flies"                                         | 3:35    |  |
| 9.  | "Hogwarts Forever! and The Moving Stairs"                      | 3:46    |  |
| 10. | "The Norwegian Ridgeback and A Change of Season"               | 2:47    |  |
| 11. | "The Quidditch Match"                                          | 8:29    |  |
| 12. | "Christmas at Hogwarts"                                        | 2:57    |  |
| 13. | "The Invisibility Cloak and The Library Scene"                 | 3:15    |  |
| 14. | "Fluffy's Harp"                                                | 2:38    |  |
| 15. | "In the Devil's Snare and The Flying Keys"                     | 2:21    |  |
| 16. | "The Chess Game"                                               | 3:49    |  |
| 17. | "The Face of Voldemort"                                        | 6:10    |  |
| 18. | "Leaving Hogwarts"                                             | 2:14    |  |
| 19. | "Hedwig's Theme"                                               | 5:09    |  |

## Recepção

### Divulgação
O primeiro pôster promocional foi lançado em 30 de dezembro de 2000, enquanto que o trailer original estreou, vía satélite, em 21 de fevereiro de 2001. Pouco depois, apareceu como o trailer oficial do filme em projeções de See Spot Run nas salas de cinema estadunidenses. A trilha sonora foi comercializada a partir de 30 de outubro do mesmo ano. Dois jogos eletrônicos baseados no filme foram distribuídas em sequência, o primeiro (titulado Harry Potter and the Philosopher's Stone) produzido por Electronic Arts para vários consoles e outro (lançado em 2003) para as plataformas GameCube, Playstation 2 e Xbox. Mattel também obteve os direitos para produzir uma linha de brinquedos baseada em A Pedra Filosofal, que seria vendida exclusivamente na Warner Bros. Da mesma forma, a Hasbro criou vários produtos inspirados na série literária, focando principalmente sobre os objetos descritos nos livros. Com o propósito de promover o filme, Warner Bros. firmou um contrato de 150 milhões de dólares com a Coca-Cola. Outra empresa que participou na campanha de promoção foi a LEGO, a qual produziu uma série de cenários idênticos aos edifícios que aparecem nas cenas de Harry Potter, assim como um jogo eletrônico criado pela divisão LEGO Creator.

Escudo de Hogwarts; Rowling mencionou que o nome do colégio vem de "Hogwort", denominação de uma planta que ela observou nos Jardins de Kew, tempo antes de começar a escrever Harry Potter.

### Bilheteria
Harry Potter e a Pedra Filosofal teve a sua pré-estreia mundial em 4 de novembro de 2001 na praça Leicester Square, em Londres, contando com um cinema adaptado em uma réplica do castelo de Hogwarts. Após a estreia, começou a coletar grandes números, apenas o seu primeiro dia nos Estados Unidos arrecadou US$33,3 milhões, rompendo o record de Star Wars: The Phantom Menace. Durante seu segundo dia obteve US$33,5 milhões adicionais, com o qual gerou um total de US$90,3 milhões em seu primeiro fim de semana, que o levou a ser a produção de maior sucesso nos primeiros dias de projeção (anteriormente havia sido The Lost World: Jurassic Park). O filme manteve esse registro até maio de 2002, quando Spider-Man arrecadou US$114,8 milhões durante seu primeiro fim de semana. Coincidentemente, Harry Potter teve uma boa recepção em outros países, como Japão, Reino Unido e Alemanha (no Reino Unido foi o filme de maior ganho em sua semana de estreia, arrecadando um total de £66,1 milhões, tornando-se o filme com os maiores lucros de todos os tempos, a nível regional, até à estreia de Mamma Mia! em 2008).
No total, obteve US$974 733 550 (US$317,6 milhões nos Estados Unidos e US$657,1 no estrangeiro) com o que se tornaria o segundo filme de maior sucesso na indústria na época, assim como o filme de maior arrecadação de 2001. Tomando como referência o ano de 2008, A Pedra Filosofal segue sendo um dos cinco filmes com maiores bilheterias de todos os tempos, atrás de Titanic, The Lord of the Rings: The Return of the King, Pirates of the Caribbean: Dead Man's Chest e The Dark Knight (sem considerar os ajustes da inflação). Além disso, o seleto grupo de "filmes com dragões como personagens secundários" Harry Potter é o que encabeça a lista, seguido por Harry Potter e o Cálice de Fogo e Shrek. Outras categorias onde se sobressai são "mais bem-sucedida adaptação de um livro infantil" (que supera em lucros Harry Potter e a Ordem da Fênix, bem como The Chronicles of Narnia: The Lion, the Witch and the Wardrobe), e "filmes filmados em um set ou edifício católico." Finalmente, é o que ganhou maiores lucros da franquia Harry Potter, seguido de A Ordem da Fênix. O filme teve as seguintes arrecadações em toda a sua exposição internacional. Com alguns relançamentos, como o ocorrido em 2020 em alguns mercados globais durante a pandemia da COVID-19, o longa foi o segundo filme da série a passar a marca de um bilhão de dólares em arrecadação, vinte anos depois de sua estreia.
| País                                           | Arrecadação (Dólar americano) |
| ---------------------------------------------- | ----------------------------- |
| Estados Unidos                                 | 317 575 550                   |
| Japão                                          | 152 993 493                   |
| Reino Unido · Irlanda · Malta                  | 91 289 356                    |
| Alemanha                                       | 67 802 864                    |
| França · Argélia · Mónaco · Marrocos · Tunísia | 48 137 835                    |
| Espanha                                        | 24 403 961                    |
| Itália                                         | 22 224 492                    |
| Austrália                                      | 21 404 392                    |
| Argentina                                      | 16 955 650                    |
| Países Baixos                                  | 13 391 178                    |
| Brasil                                         | 9 701 073                     |
| Suécia                                         | 7 203 632                     |
| Noruega                                        | 6 810 296                     |
| Taiwan                                         | 4 734 322                     |
| Nova Zelândia · Fiji                           | 3 165 322                     |
| África do Sul                                  | 1 403 271                     |

#### Versão estendida
Em agosto de 2009, a Warner Bros. revelou que tinha planos de lançar uma nova versão de Harry Potter e a Pedra Filosofal assim como de todos os demais filmes da série de forma de versões estendidas. Os detalhes ainda são desconhecidos, incluindo se será uma versão para cinema ou lançado em formatos de vídeo, uma vez que a notícia não tenha sido oficialmente confirmada pelos estúdios. O boato começou a ser concebido depois que o site RopeofSilicon percebeu a existência do título de "Harry Potter e a Pedra Filosofal (versão estendida)" em um boletim publicado pela Motion Picture Association of America, para saber mais sobre essa descoberta, o portal mencionado contactou a Warner Bros Home Video, este último confirmou que "embora não tenhamos anunciado, todos os filmes de Harry Potter estão programados para ser lançado em edições especiais".

### Crítica

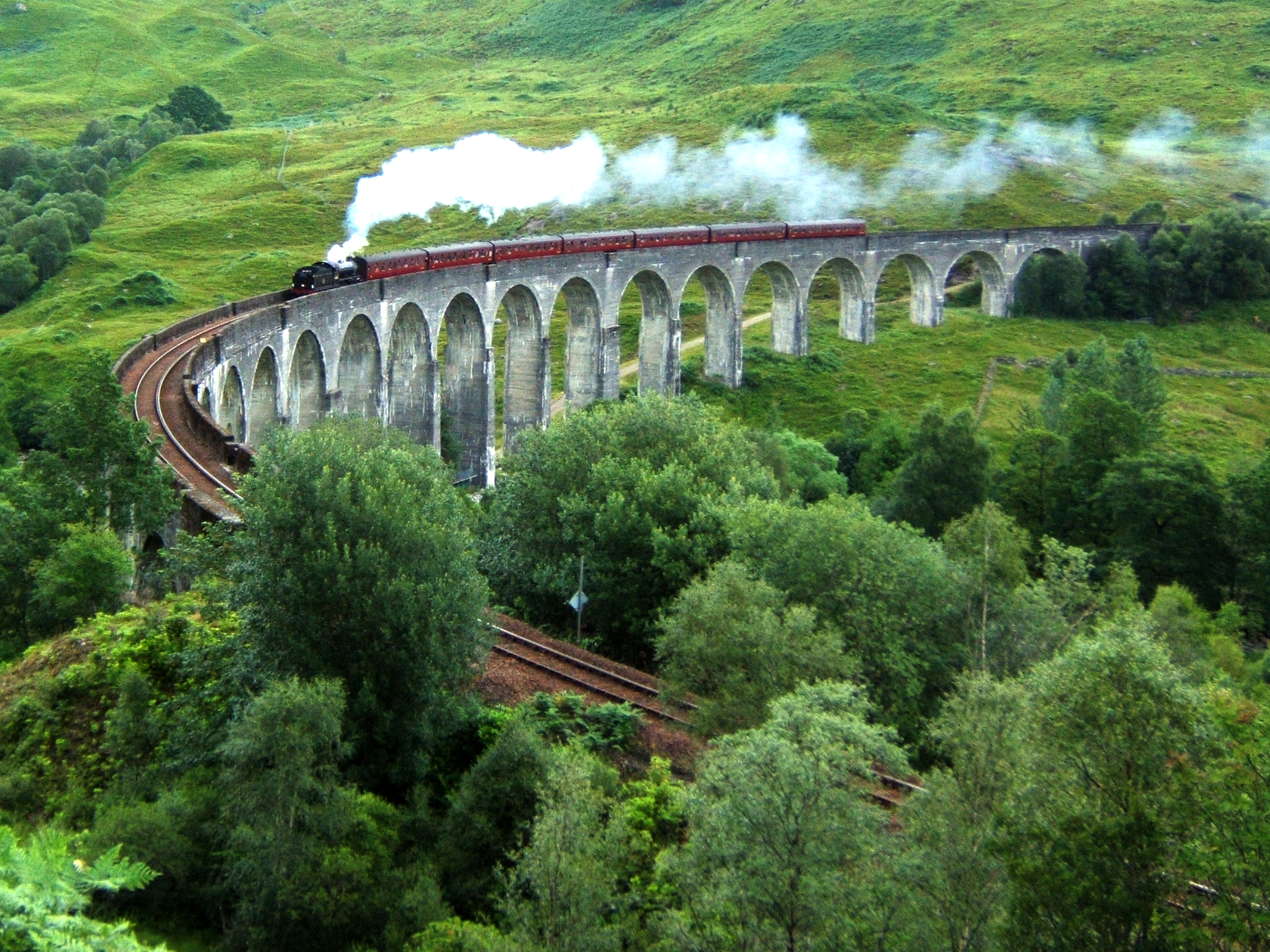
Para alguns críticos, Harry Potter e a Pedra Filosofal gerou um grande sucesso tanto em crítica quanto em bilheteria porque incorpora elementos fantásticos e cômicos junto com efeitos especiais "excepcionais". No entanto, José Luis Barrera de Encadenados.org segue-se que o filme "aborrece a um telespetador médio exigente porque ele está montado em um roteiro sem tensão completamente plana". Fotografia do viaduto de Glenfinnan, utilizado em algumas cenas do filme.

O filme recebeu críticas positivas por parte da imprensa especializada. Depois de sua estreia, recebeu 78% em Rotten Tomatoes, e 64% em Metacritic. Esta última concluiu que "recebeu críticas geralmente favoráveis".

#### Reino Unido e Estados Unidos
Seguindo a linha de críticas favoráveis, Brian Linder da IGN disse que era uma muito boa adaptação dizendo, "não é perfeito, mas para mim é um complemento adequado para a série literária que me fascina tanto". Embora criticou a última meia hora de Harry Potter Jeanne Aufmuth mencionou que "encantaria até o mais cínico dos cinéfilos". Além disso, Kirk Honeycutt salientou cenários, design, fotografia, efeitos e o elenco principal. No entanto, disse que a trilha sonora de Williams é "uma composição magistralmente estrondosa que simplesmente não se calará jamais". Jonathan Foreman explicou que é "extraordinariamente fiel à sua contraparte literária. Resultando em divertimento consistente". Da mesma forma, Ed González disse que gostaria que Harry Potter tivesse sido dirigida por Tim Burton. Em sua revisão, concluiu que a fotografia é "suave e abafada", sendo a maior parte do filme uma "manifestação maçante de baba". Para Claudia Puig de USA Today "não tem a fantasia de que é inerente às páginas do livro, assim como a maior parte do humor verbal astuto que faz histórias de Rowling tão adorável para os seus leitores". A revista Entertainment Weekly acrescenta que "o filme se deixa levar através do vento ainda melhor que os insetos voadores; nas suas quase duas horas e meia, torna-se um longo jogo de heróis e desafios. No momento em que Harry enfrenta Lord Voldemort, A Pedra Filosofal se tornou um ritmo focado principalmente sobre os elementos mágicos e informações interessantes no livro".
O The Daily Telegraph e Empire, citando esta última como a "sequência mais marcante" de todo o filme. Até mesmo o jornal The Guardian descreve o segmento como "extremamente emocionante". De acordo com o The Independent, "o diretor Chris Columbus, em sua tarefa de trazer à vida o universo ficcional mais popular da era contemporânea, juntamente com os produtores, tem feito um trabalho adequado orientado superprodução e uma aventura narrativa de considerável comprimento, evitando transformar o filme em uma exposição longa". O mesmo aspeto foi elogiado pela mídia americana; o semanal Variety declarou que o filme é "um produto cultural e comercial quase perfeito [...] o roteiro é fiel, os atores fazem bem seu trabalho, os cenários e vestuários assim como a maquiagem e os efeitos especiais se relacionam e, a momentos, todo este conjunto excede o que qualquer um poderia imaginar". No entanto, encontrou alguns detalhes negativos, entre os quais a "falta de originalidade e cenas dramáticas de maior tensão", este último atribuído diretamente à direção de Chris Columbus. Richard Corliss de Time considerou que é uma "adaptação por cifras", criticando a serenidade e carisma dos atores. Ao mesmo tempo, Paul Tatara da CNN observou que, devido à "grande preocupação de Columbus e Kloves em não descartar absolutamente qualquer coisa do livro" a narrativa é comparável a "uma olhada na cabeça de Rowling". Contrário as suas observações, Roger Ebert classificou o filme como "um clássico", mostrando particularmente impressionado com os efeitos visuais nas cenas de Quadribol.

#### Europa e América Latina
A recepção crítica na América Latina e Espanha abundava em avaliações positivas, por meio de análise, o site espanhol Decine21.com resumiu o enredo do filme "abunda em situações engraçadas (magnífico o Chapéu Seletor), mas também em outras dramáticas". Na tentativa de analisar o sucesso do filme, Tonia Rubi da revista eletrônica La Butaca descobriu que "sua singularidade em ser capaz de combinar, não sei se de forma inteligente ou apenas enigmática, todos aqueles ícones e elementos presentes na trajetória clássica do gênero de fantasia, obtendo um resultado atrativo e parece ser que também muito convincente". Do mesmo site, Manuel Martinez March sentiu que A Pedra Filosofal é "um desperdício de criatividade, original e efetiva, frisado com uma coleção de grandes efeitos especiais". Quanto a críticas negativas, Manuel Ortega do site em espanhol Cineestrenos.com expressou desapontamento [a grande quantidade de] fogos de artifícios, belos e em intervalos, mas de mentirinha, roupas, cores brilhantes, mojigangas. Inconcebível, infinito, linear". O site Notas de cine reiterou que "o filme é uma tradução quase literal, página por página, da obra original de J. K. Rowling. [...] O resultado é um brilhante produto comercial e um filme distraído, simpeslmente correta, apesar de sua boa aparência externa. Na verdade, Harry Potter e a Pedra Filosofal não deixa de ser uma introdução ao universo que irá desenvolver as posteriores histórias". Além disso, para Filmaffinity "a aventura do jovem aprendiz de bruxo é uma simpática história cheio de recursos, mas, além de sua paisagem espetacular e efeitos especiais, contribui pouco para um gênero de "comédia de fantasia completa de aventura" dirigido a crianças. Enquanto isso, na Argentina, o diário La Nación argumenta que "tem todos os atributos de um bom filme de aventura", acrescentando que, mesmo com os "milhões de dólares [que permitiu traduzir em imagens a parafernália de voos, truques de mágica, cenários fantásticos e monstros que apareceram no livro], a produção jamais alcança a sofisticação e nem a espetacularidade no terreno dos efeitos visuais gerados por computador marcantes de Star Wars e Titanic". Concluindo sua crítica, La Nación aponta que é «um filme que não surpreende, porém divertido, mas não excessivo. Um bom filme, sim, mas provavelmente não no auge de seu sucesso".
No Brasil, Marcelo Forlani do Omelete fez elogios a produção do filme, a exceção da falta de importância que o filme deu para a competição entre as casas e a Copa de Quadribol. Inácio Araújo da Folha de S.Paulo criticou dizendo que "faltam momentos mágicos a "Harry Potter", e que "Vendo Harry Potter, nos perguntamos qual é esse grande momento. Não há. À força de ser onipresente, a magia vira um aspeto quase burocrático da narrativa". O crítico também comentou a trilha, que ele definiu como "música choramingas de John Williams, que entope o filme de sentimentalismo", e termina criticando o roteiro de Steve Kloves, dizendo que não tem foco.

### Prêmios
Harry Potter recebeu três indicações aos prêmios Oscar: "Melhor Direção de Arte", "Melhor Figurino" e "Melhor Trilha Sonora" (esta última para John Williams). No entanto, não foi premiado em nenhuma das categorias acima. Ele também foi indicado para sete prêmios BAFTA e ganhou um Prêmio Saturno de figurino, sendo nomeado para mais oito categorias na mesma cerimônia. Outra indicação notável foi nos prêmios AFI para efeitos especiais. A seguir está uma lista dos diferentes prêmios e indicações recebidos após a exposição internacional do filme.